# 印度马列主义党（红旗）
印度马列主义党（红旗）（英語：Marxist-Leninist Party of India (Red Flag)），原名印度共产党（马列）红旗（Communist Party of India (Marxist–Leninist) Red Flag），是印度的一个共产主义政党。该党成立于2003年，由原来的印度共产党（马列）红旗的喀拉拉邦委员会的多数派建立。该党是泛纳萨尔派运动中最温和的几个派别之一。该党的主要领导人是P·C·温尼切克肯，他担任该党的喀拉拉邦委员会书记。2017年，该党在印度选举委员会登记为“印度马列主义党（红旗）”。